# باشگاه بسکتبال مورسیا
باشگاه بسکتبال مورسیا (اسپانیایی: UCAM Murcia CB‎) یک باشگاه بسکتبال در شهر مورسیا، اسپانیا است. این باشگاه که  در سال ۱۹۸۵ تأسیس شده در لیگ آ س ب بازی می‌کند.